# Monastère de Rila
Le monastère de Rila (en bulgare : Рилски Манастир, Rilski Manastir) fut fondé au Xe siècle par saint Jean de Rila, un ermite canonisé par l'Église orthodoxe. Il est situé dans les monts Rila en Bulgarie, en un lieu spectaculaire dans les gorges de la rivière Rylski.

## Bâtiments
Ses logements pour ascètes et ses caveaux devinrent des lieux sacrés et furent transformés en un complexe monastique qui joua un rôle important dans la vie sociale et spirituelle de la Bulgarie médiévale. Partiellement détruit au début du XIXe siècle, le complexe fut rebâti entre 1834 et 1862, les bâtiments épargnés par les incendies ayant été préservés.
Le monument est caractéristique de la Renaissance bulgare (XVIIIe et XIXe siècles) et symbolise la prise de conscience par les Bulgares de leur identité culturelle après des siècles d'occupation ottomane. Le monastère de Rila est inscrit sur la liste du patrimoine mondial de l'UNESCO depuis 1983.

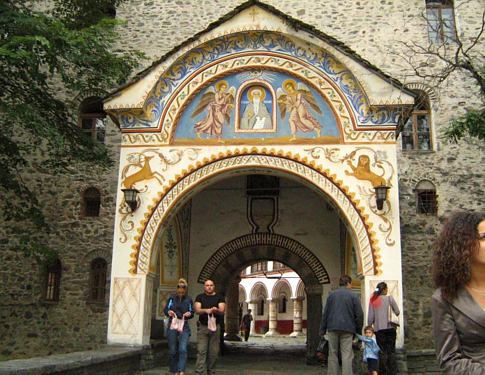
L'entrée du monastère.
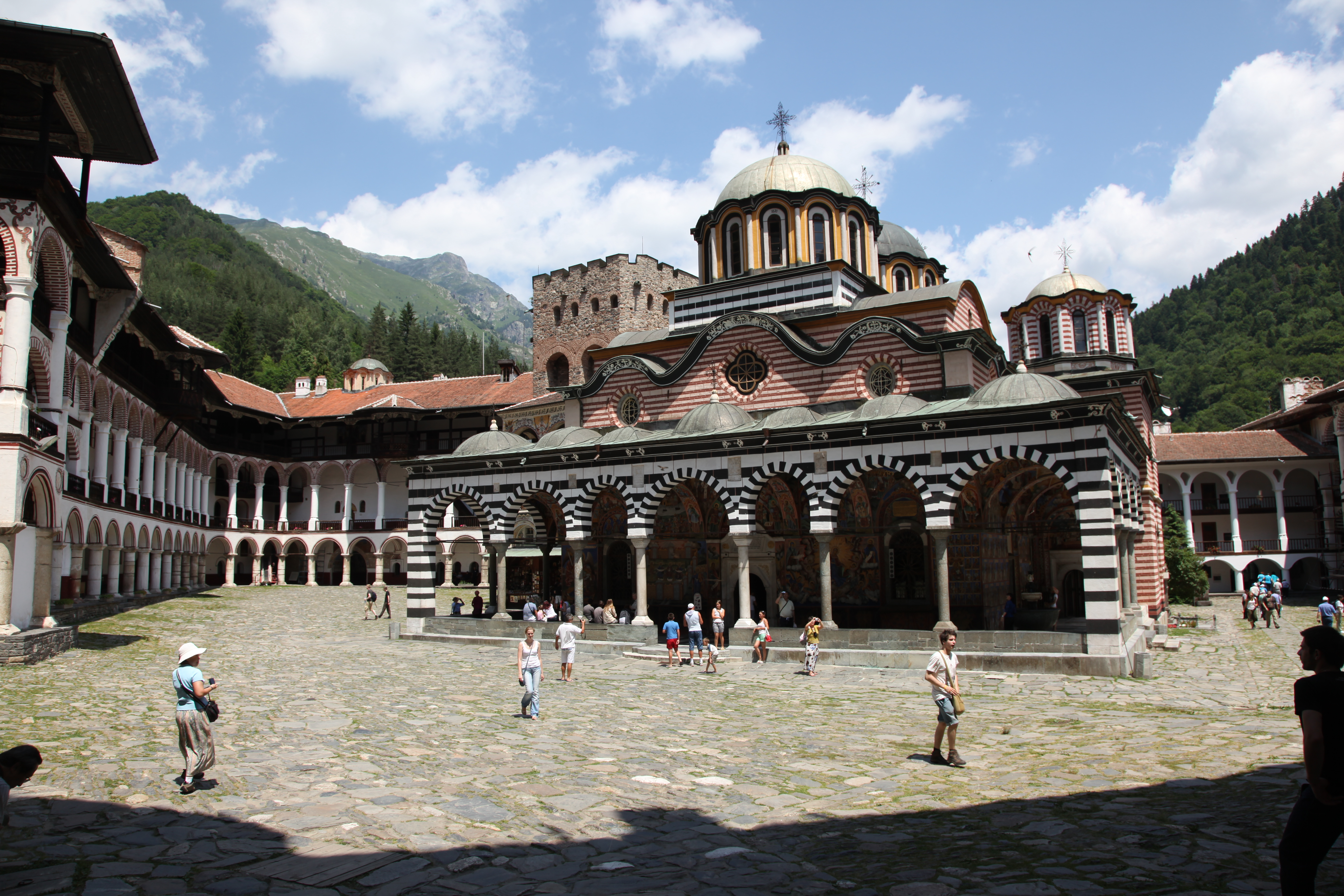
Vue de la cour intérieure.
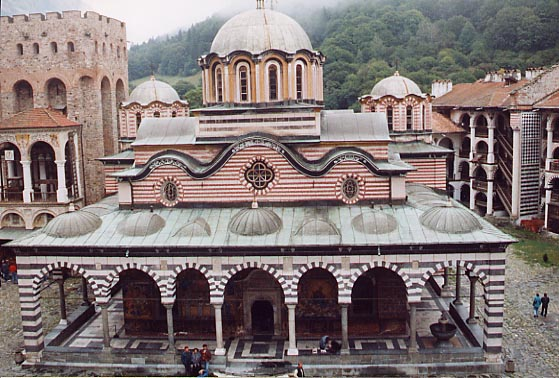
L'église principale au centre du monastère de Rila.
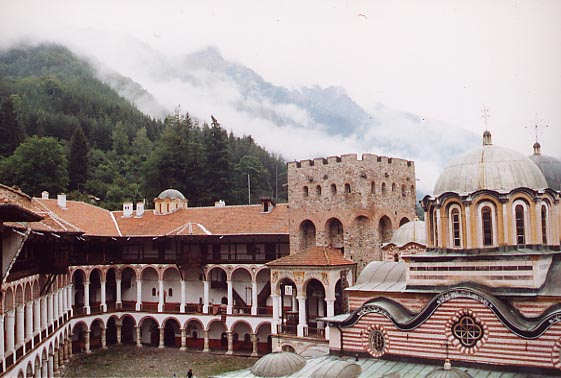
Les cloîtres autour de la cour centrale (gauche), et la tour médiévale (centre), la partie la plus ancienne du monastère de Rila.
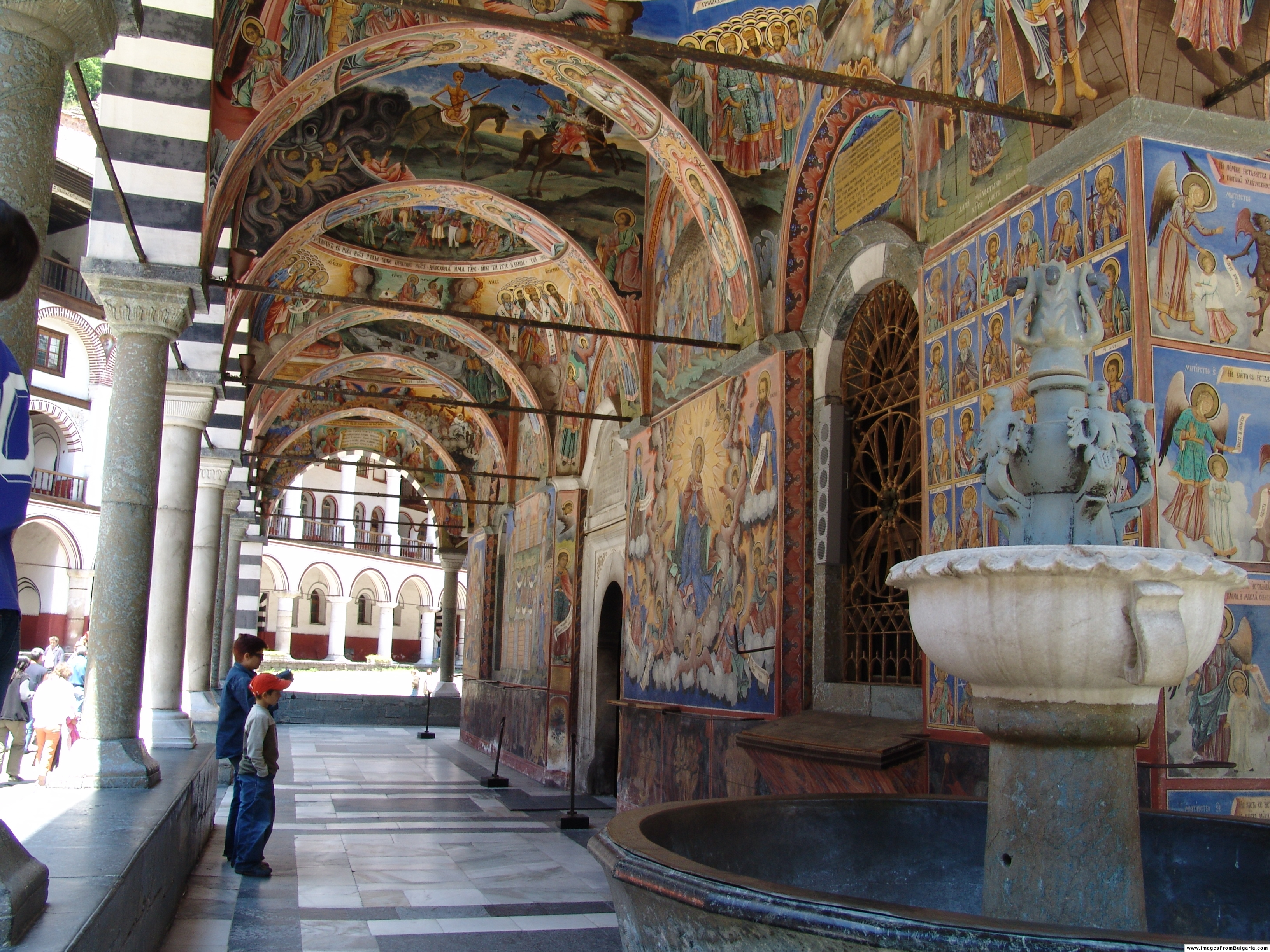
Corridor extérieur et fresques.
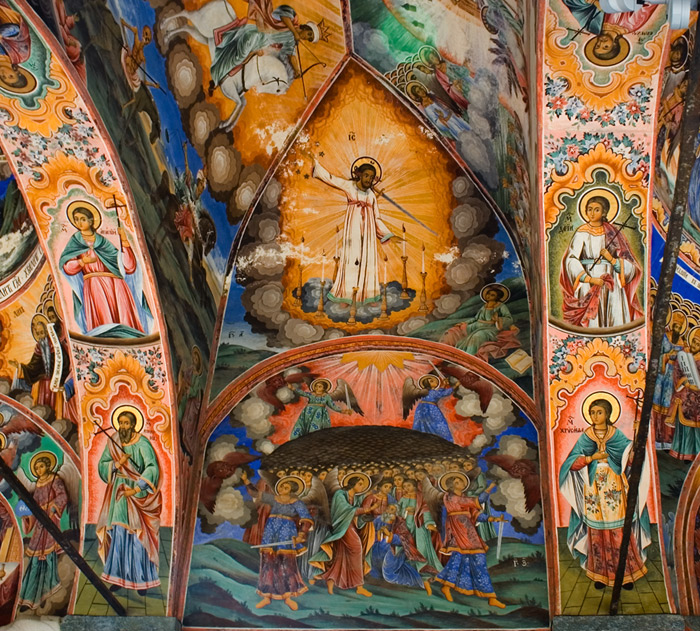
Detail de l'une des fresques.
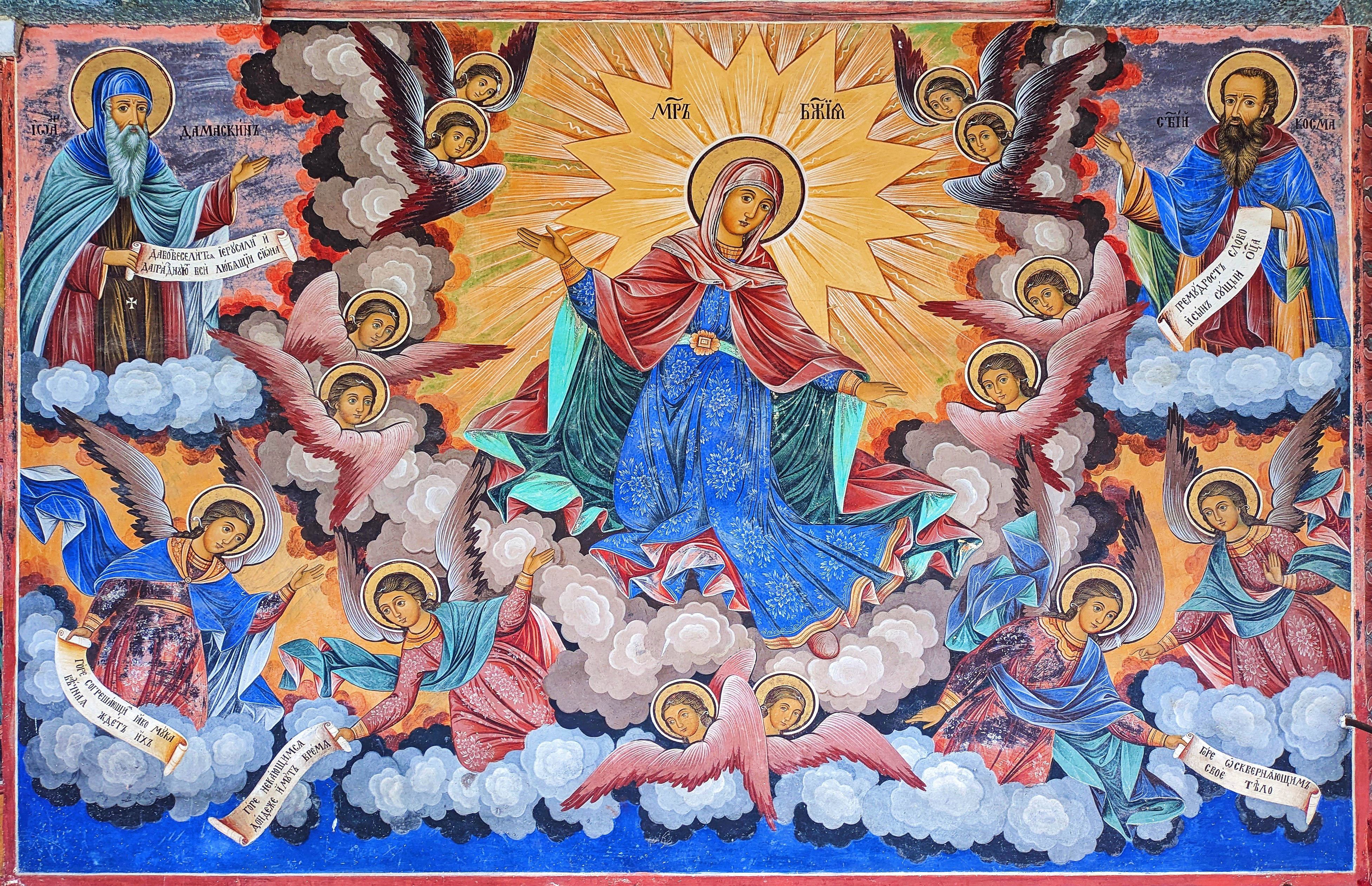
Fresque dans le monastère. Réalisée au XIXe siècle, auteur inconnu.